# جزیره مسکان
جزیره مسکان جزیره غیرمسکونی کوچکی در خلیج فارس و متعلق به کویت است. این جزیره در جنوب بوبیان قرار دارد و طول آن حدود ۱٫۲ کیلومتر، عرض آن ۸۰۰ متر و مساحت آن حدود ۰٫۷۵ کیلومتر مربع است. فاصله جزیره مسکان تا جزیره فیلکه که در جنوب آن قرار گرفته حدود ۳٫۲ کیلومتر و تا نزدیک‌ترین بندر در خاک اصلی کویت حدود ۲۴ کیلومتر است.
جزیره مسکان به دلیل پیوند میان زنجیره جزایر خط ساحلی کویت از شمال تا جنوب از لحاظ نظامی و دفاعی اهمیت دارد.